# Bilal Göregen
Bilal Göregen (* 4. září 1988 Dörtyol, Hatay) je turecký pouliční muzikant a bubeník. Je nevidomý. Proslavil jej meme písně Ievan Polkka; uživatel Twitteru jeho video, kde tuto píseň hraje na buben, překryl kočkou kývající hlavou. Platforma YouTube toto video sdílela na Instagramu.

## Život a kariéra
Narodil se a vyrůstal v turecké provincii Hatay, ale původem je z Bitlisi. Objevil se v hudební soutěži O Ses Türkiye. Taktéž jej proslavila hra Sevdiğim kız bana abi deyince. Natočil video se starostou Istanbulu Ekremem İmamoğluem.